# 스트라타시스
스트라타시스(Stratasys)는 세계 1위의 3D 프린터 제조 업체이다. 미국 스트라타시스와 이스라엘 오브젯이 합병해 탄생한 회사로, 기업 규모로나 기술력 면에서 업계에서 가장 앞섰다는 평가를 받는다.

## 역사
스트라타시스는 스캇 크럼프 (S. Scott Crump)와 그의 아내 리사 크럼프(Lisa Crump)에 의해 1989년에 설립되었다. 1992년 4월, 첫 제품 "3D Modeler"를 출시하였고 1994년 10월에는 나스닥에 상장하였다. 2012년에는 이스라엘의 3D 프린터 업체 오브젯(Objet)과 합병했다. 지분 비율은 각각 55:45(스트라타시스:오브젯)이다. 2013년에는 4억 3백만달러에 메이커봇(MakerBot)을 인수했다.

## 같이 보기
- STL (파일 포맷)

## 참고 문헌
1. ↑  MK News - 세계 1위 3D프린터 회사 스트라타시스 한국 상륙, 매일경제 Feb 19, 2014
2. ↑  [스마트클라우드쇼] 스트라타시스 3D프린터 세계1위 비결은, 조선비즈, 2013.08.03
3. ↑  CNBC.com, July 15, 2014